# العلاقات اليابانية المالية
العلاقات اليابانية المالية هي العلاقات الثنائية التي تجمع بين اليابان ومالي.

## مقارنة بين البلدين
هذه مقارنة عامة ومرجعية للدولتين:
| وجه المقارنة                                              | اليابان         | مالي            |
| --------------------------------------------------------- | --------------- | --------------- |
| المساحة (كم2)                                             | 377.97 ألف      | 1.24 مليون      |
| عدد السكان (نسمة)                                         | 126.79 مليون    | 18.54 مليون     |
| الكثافة السكانية (ن./كم²)                                 | 335.45          | 14.95           |
| العاصمة                                                   | طوكيو           | باماكو          |
| اللغة الرسمية                                             | اللغة اليابانية | لغة فرنسية      |
| العملة                                                    | ين ياباني       | فرنك غرب أفريقي |
| الناتج المحلي الإجمالي (بليون دولار)                      | 4.87 تريليون    | 15.29 مليار     |
| الناتج المحلي الإجمالي (تعادل القوة الشرائية) بليون دولار | 5.18 تريليون    | 35.69 مليار     |
| الناتج المحلي الإجمالي الاسمي للفرد دولار أمريكي          | 34.52 ألف       | 724             |
| الناتج المحلي الإجمالي للفرد دولار أمريكي                 | 36.62 ألف       | 1.60 ألف        |
| مؤشر التنمية البشرية                                      | 0.903           | 0.419           |
| رمز المكالمات الدولي                                      | +81             | +223            |
| رمز الإنترنت                                              | .jp             | .ml             |
| المنطقة الزمنية                                           | توقيت اليابان   | 00              |

## منظمات دولية مشتركة
يشترك البلدان في عضوية مجموعة من المنظمات الدولية، منها:
| علم المنظمة | اسم المنظمة                               | تاريخ انضمام اليابان | تاريخ انضمام مالي |
| ----------- | ----------------------------------------- | -------------------- | ----------------- |
|             | مؤسسة التنمية الدولية                     | 27 ديسمبر 1960       | 27 سبتمبر 1963    |
|             | الأمم المتحدة                             | 18 ديسمبر 1956       | 28 سبتمبر 1960    |
|             | منظمة التجارة العالمية                    | ?                    | ?                 |
|             | منظمة الشرطة الجنائية الدولية             | ?                    | ?                 |
|             | المركز الدولي لتسوية المنازعات الاستشارية | 16 سبتمبر 1967       | 2 فبراير 1978     |
|             | الاتحاد الدولي للاتصالات                  | 29 يناير 1879        | 21 أكتوبر 1960    |
|             | الفريق المعني برصد الأرض                  | ?                    | ?                 |
|             | البنك الدولي للإنشاء والتعمير             | 13 أغسطس 1952        | 27 سبتمبر 1963    |
|             | الاتحاد البريدي العالمي                   | ?                    | ?                 |
|             | منظمة حظر الأسلحة الكيميائية              | ?                    | ?                 |
|             | مؤسسة التمويل الدولية                     | 20 يوليو 1956        | 9 مايو 1978       |
|             | البنك الإفريقي للتنمية                    | ?                    | ?                 |
|             | وكالة ضمان الاستثمار متعدد الأطراف        | 12 أبريل 1988        | 22 أكتوبر 1992    |
|             | يونسكو                                    | 2 يوليو 1951         | 7 نوفمبر 1960     |

## وصلات خارجية
- موقع وزارة الخارجية اليابانية